# Nationalpartiet
Nationalpartiet (deutsch Nationalpartei) ist eine politische Kleinpartei in Dänemark mit den Schwerpunkten Integration und Migration.

## Entwicklung
Die Nationalpartiet wurde am 16. Oktober 2014 durch die Brüder Kashif, Aamer und Asif Ahmad gegründet. Der Parteivorsitzende Kashif Ahmad war zu diesem Zeitpunkt für eine lokale Wählervereinigung Mitglied im Gemeinderat von Hvidovre, weshalb die Partei bis 31. Dezember 2017 ein kommunales Mandat innehatte.
Bei der Parlamentswahl 2015 traten viele Parteimitglieder als unabhängige Kandidaten an, da es der Partei nicht gelungen war, die nötige Anzahl an Unterstützungserklärungen einzureichen.
Bei der Kommunalwahl 2017 trat die Nationalpartei nur in wenigen Kommunen an, die einen relevanten Bevölkerungsanteil mit Migrationshintergrund aufweisen. Dabei konnte sie kein einziges Mandat erzielen. Der Stimmenanteil erreichte in Hvidovre 3,0 Prozent, in Brøndby 1,0, Kopenhagen 0,5, Albertslund 0,4, Greve 0,3, Aarhus 0,2 und in Randers 0,1 Prozent.

Die Regionswahl 2017 endete mit 0,4 Prozent in der Region Hovedstaden, 0,1 in Midtjylland und 0,0 in Nordjylland.

## Inhalte
Die Nationalpartei versteht sich als sozialliberale Partei der Mitte. Sie streitet im Geist von Respekt, Offenheit und Toleranz für eine multikulturelle und multiethnische Gesellschaft.
Die sechs Kernpunkte des Wahlprogramms sind:
- Abschaffung der 24-års-reglen (Mindestalter von 24 Jahren bei Familienzusammenführung)
- Abschaffung des Tilknytningskrav (Nachweis der identitätsmäßigen Bindung an Dänemark vor Einwanderung)
- kein Verbot religiöser Symbole
- Förderung der Grundschule (Folkeskole)
- mehr Stellen im Gesundheits- und Pflegesektor
- Bürokratieabbau